# José María Lerchundi
José Antonio Ramón Lerchundi Lerchundi, quien adoptó posteriormente el nombre religiosos de José María de San Antonio y fue principalmente conocido como José María Lerchundi o José Lerchundi  (Orio, Guipúzcoa, 1836 - Tánger, 1896) fue un misionero franciscano, diplomático y arabista español.

## Vida
José Antonio Ramón Lerchundi nació el 24 de febrero de 1836 en la localidad guipuzcoana de Orio. Su nacimiento se produjo en el transcurso de la Primera Guerra Carlista, guerra civil que asoló el País Vasco entre 1833 y 1839. Fue hijo natural, sin padre reconocido, según consta en su partida bautismal. Ingresó en la Orden Franciscana en 1856, se ordenó sacerdote tres años más tarde y llegó a la Iglesia de Tánger en 1862 para incorporarse a la Misión Católica de Marruecos, de la que fue Prefecto Apostólico desde 1877 hasta su muerte.
De 1862 a 1877, vivió en Tetuán, donde creó fuertes lazos personales con los diversos estamentos de la sociedad tetuaní y llegó a un profundo conocimiento de la lengua árabe. Después fue Prefecto Apostólico en Tánger, donde murió con fama de santidad el 8 de marzo de 1896. Está enterrado en la Cripta de la Catedral de Tánger.

## Obra
Intérprete oficial de las embajadas intercambiadas entre los reyes de España y el sultán Hasán I de Marruecos, e inspirador de otra del mismo sultán ante el papa León XIII en 1888.
Restauró y constituyó una serie de iglesias y casas de misión. Renovó varias escuelas de la Misión, creó otras nuevas de segunda enseñanza y alguna de formación profesional. Abrió una escuela de árabe para españoles y marroquíes en Tetuán. Instaló en Tánger la primera imprenta hispano-árabe de Marruecos. Creó el  Santuario de Nuestra Señora de Regla situado en la localidad de Chipiona (Cádiz) un centro de formación de misioneros franciscanos destinados a Tierra Santa y Marruecos que fue inaugurado oficialmente el 8 de septiembre de 1882.
Asimismo creó un complejo urbanístico para los sin techo y apoyó diversas iniciativas de modernización de Tánger y de Marruecos: electricidad, relojes públicos, cámaras de comercio, sociedades marítimas, factorías comerciales, etc. Logró que España levantase centros médicos modernos como la escuela de medicina y el hospital de Tánger. También fue el promotor de unas Misiones Católicas Franciscanas de Tánger proyectadas por Antoni Gaudí, que finalmente no se llevaron a cabo.
Todo ello sin dejar de lado los estudios y publicaciones sobre la lengua árabe. Rudimentos del Árabe Vulgar que se habla en el Imperio de Marruecos (1872), Crestomatía Árabe (1881), Vocabulario español-arábico del dialecto de Marruecos (1893), en intercambio y colaboración con intelectuales marroquíes y arabistas españoles y extranjeros. Todas ellas siguen siendo aún hoy obras de consideración sobre la dialectología del norte de Marruecos.